# MrBeast
Jimmy Donaldson  (Wichita, 1998. május 7. –) ismertebb nevén MrBeast, amerikai youtuber, üzletember és filantróp.
Youtube csatornája több mint 330 millió feliratkozóval rendelkezik, ezzel a világ legtöbb feliratkozóval rendelkező személye (2024. novemberi állás szerint).

## Karrier

### Tartalom és stílus
Donaldson videói jellemzően "figyelemfelkeltő mutatványokat" mutatnak. Gyakran készít videókat több ezer dolláros adományozásairól a Twitch streamereknek, ezek közül sokat szponzorálnak (bár a múltban szponzor nélkül adományozott). 2017 januárjában Donaldson szinte egy nap hosszúságú videót tett közzé, amelyben 100 000-ig számolt el. A mutatvány 40 órát vett igénybe, de egyes részeit felgyorsították, hogy a YouTube feltöltési korlátozása alatt tartsák a videó hosszát. A következő hónapban egy újabb számolós videót töltött fel, melynek címe: "Counting to 200,000 (Road to a Mil)", bár Donaldson szerint azt is fel kellett gyorsítani, mert a számolás összesen ötvenöt órája meghaladta a YouTube feltöltési korlátját. Ezenkívül Donaldson száz megafon segítségével próbált összetörni egy üvegpoharat, egy órán át nézte ahogy szárad a festék és sikertelenül megpróbált egy napig egy fidget spinnert forgatni. 2019 márciusában 200 000 dolláros díjjal valódi battle royale versenyt rendezett Los Angelesben .
Donaldson nyilvánosságra hozza jótékonysági cselekedeteit, például 100 000 dollár értékű tárgyakat adományozott hajléktalanok menedékeire 2018 decemberében, 32 000 dollárt adományozott az amerikai Veteránok Seregének Sebesült Harcosok Programjának, 70 000 dollárt a Szent Jude Gyermekkutató Kórháznak, és 10 000 dollárt egy helyi állatkertnek Los Angelesben. A PewDiePie vs T-Series versengés során Donaldson hirdetőtáblákat és rádióhirdetéseket vásárolt, hogy PewDiePie több feliratkozót szerezzen, mint a T-Series; A Super Bowl LIII -nál több helyet vásárolt barátaival, akiknek a pólóján "Sub 2 PewDiePie" felirat szerepelt. Donaldson töltötte fel azt a YouTube videót is, ami a legkedveltebb nem zenei videó a platformon, és 2019. szeptember 21-től a 21. legkedveltebb videó.  
Többször csinált olyan tartalmat, amiben több tízezer dolláros ételeket kóstol meg a csapattal. 2019 decemberében egy kihívás keretein belül 1 000 000 dollárt adományozott a győztesnek. Vannak videói, amikben teljes áruházakat vásárol fel és ezek teljes tartalmát eladományozza, de volt olyan hogy egymillió dollár értékben adott ételt és italt a rászorulóknak. 2020 augusztusban vett egy lakatlan szigetet, 800 000 dollárból és ezt elajándékozta. Decemberben, a világjárvány alatt megnyitotta saját éttermét, a MrBeast Burgert. Rengeteg étterme nyílt az USA-ban, illetve egy videót is készített erről, ahol ingyen készített hamburgereket és mellé még pénzt is adott a vásárlóknak. 2020 végén a YouTube bejelentette, hogy nem csinál idén YouTube Rewind-ot, ennek köszönhetően elkészült a MrBeast Rewind 2020, amiben az év legjelentősebb mémjeit, youtubereit, zenéit és embereit szedi össze. A videót az a 3 youtuber szerkesztette, akik PewDiePie Rewind-ját is készítették 2018-2019-ben. Donaldson az utóbbi időben más csatornákat is indított, mint a MrBeast Gaming, ahova játék tartalmakat készítenek és a csatorna több mint 38 millió feliratkozóval rendelkezik. De elkészültek már a Beast Reacts, MrBeast 2, MrBeast Shorts, Beast Philanthropy Youtube csatornák is.
Sokszor amerikai boltokban lévő vásárlókat lep meg azzal, hogy minden olyan terméket, amit a boltban 1, vagy 5 perc alatt a kosárba rak, kifizeti neki.

### #TeamTrees
2019. október 25-én, 19:00 UTC-kor a YouTube közösség elindította a #TeamTrees nevű, hatalmas együttműködési adománygyűjtő kihívást. A projektet Donaldson és a NASA volt mérnöke és YouTuber, Mark Rober rendezte. 2019 májusában a rajongói javasolták, hogy 20 millió fát ültessen el, megünnepelvén a 20 millió feliratkozó elérését a YouTube-on. A projekt célja az volt, hogy 2020-ig 20 millió dollárt gyűjtsön az Arbor Day Alapítvány számára, amely cserébe "legkésőbb 2022 decemberéig" 20 millió fát ültessen el. Az olyan figyelemre méltó YouTuberek, mint a Rhett & Link, Marshmello, iJustine, Marques Brownlee, a Slow Mo Guy, Ninja, Simone Giertz, Jacksepticeye, és a Smarter Every Day hívták fel a figyelmet erre az ötletre. A fákat 2020 januárjában kezdik elültetni az Egyesült Államok nemzeti parkjaiban. A 67 napos projekt első napján 24 óra alatt közel 4 millió dollárt adományoztak. A projekt nagy adományokat kapott többek között Jack Dorsey, Elon Musk és Tobias Lütke nagyvállalati vezetőktől.   

### MrBeast Burger
MrBeast csatornájának egyik producere Will Hyde, 2020 novemberében a The Wake Weekly újságban bejelentette, hogy Donaldson egy virtuális éttermet fog indítani 2020 decemberében, amit MrBeast Burgernek fognak nevezni. Hyde elmondta, hogy a csapata a Virtual Dining Concepts-el fog együtt dolgozni az étterem ötletének megalkotásában. A MrBeast Burger franchise-jogokat ad el az Egyesült Államokban található éttermeknek, a vásárlók pedig a hamburgereket online, házhozszállítással rendelhetik meg.

### Feastables
2022 januárjában indította saját csokoládémárkáját Feastables néven. Termékei (többféle csokoládé, valamint keksz) az amerikai Walmart üzletekben, valamint online kaphatóak. 2023 júliusa óta már az Egyesült Királyságban is kapható.

## Kritika
2018 májusában Taylor Lorenz, az Atlantic írója bírálta Donaldsont az állítólag homofób tweetjei miatt, amelyek a meleg szót pejoratívan használják.

## Magánélet
Donaldson 1998. május 7-én született. Az észak-karolinai Greenville-ben lakik, és 2016-ban végzett a Greenville Christian Academy-n. A Newsweek szerint Donaldson kilépett az egyetemből, hogy teljes idejű YouTuber karriert folytathasson. Egy online interjú során Donaldson elmondta, hogy Crohn-betegségben szenved.  Van egy idősebb testvére, CJ Donaldson, aki a tulajdonosa egy "MrBro" nevű csatornának.

## Díjak és jelölések
| Év   | Díjátadó          | Kategória      | Eredmény | Ref.   |
| ---- | ----------------- | -------------- | -------- | ------ |
| 2019 | 11. Shorty Awards | Az év vloggere | Jelölve  | [ 26 ] |